# Площадь Пирогова (Севастополь)
Площадь Пирогова — площадь в Ленинском районе Севастополя, на пересечении улица Пирогова, Шварца и Льва Толстого. С 22 декабря 1954 года носит имя Николая Ивановича Пирогова — выдающегося учёного, хирурга, участника обороны Севастополя 1854—1855 годов.

## История
С Севастополем Н. Пирогова связывает особая героическая страничка истории. Здесь во время Крымской войны 1853-1856 гг. он работал хирургом полевого госпиталя, спасая жизни солдатам, и именно здесь впервые применил пары эфира в качестве наркоза. Многие его разработки в практической хирургии, организации сестринского дела и анестезиологии стали основой для дальнейшего прогресса хирургии.
В Севастополе именем Пирогова также названы:
- Городская больница № 1 им. Николая Ивановича Пирогова;
- Военно-морской клинический госпиталь Черноморского флота им. Н. И. Пирогова;
- Улица Пирогова.